# Лосино-Петровски
Лосино-Петровски (рус. Лосино-Петровский) град је у Русији у Московској области. Према попису становништва из 2010. у граду је живело 22550 становника.

## Становништво
| 1939. | 1959.  | 1970.  | 1979.  | 1989.  | 2002.  | 2010.  |
| ----- | ------ | ------ | ------ | ------ | ------ | ------ |
| 8.454 | 16.688 | 21.978 | 21.964 | 22.906 | 22.324 | 22.550 |